# 土曜どきゅめんと
『土曜どきゅめんと』（どようどきゅめんと）は、TBS系列局ほかで放送されていたTBS製作のドキュメンタリー番組である。TBS系列局では1978年4月1日から1980年9月27日まで、毎週土曜 23:35 - 24:30 （日本標準時）に放送。

## 制作参加局
番組の実制作はネット局全てが持ち回りで担当していた（番販ネット局の秋田放送と南海放送も含む）。
- 東京放送（幹事局）
- 北海道放送
- 青森テレビ
- 秋田放送（日本テレビ系列）
- 岩手放送
- 東北放送
- 福島テレビ（当時フジテレビ系列とTBS系列のクロスネット局）
- 新潟放送
- 信越放送
- テレビ山梨
- 静岡放送
- 中部日本放送
- 北陸放送
- 毎日放送
- 山陽放送
- 山陰放送
- テレビ山口（当時TBS系列とフジテレビ系列のクロスネット局。1978年4月時点ではテレビ朝日系列にも参加していたが、同年9月いっぱいで離脱した）
- 中国放送
- 南海放送（日本テレビ系列）
- テレビ高知
- RKB毎日放送
- 長崎放送
- 熊本放送
- 大分放送
- 宮崎放送
- 南日本放送
- 琉球放送

| スタブアイコン | サブスタブ | この項目は、まだ閲覧者の調べものの参照としては役立たない、テレビ番組に関連した書きかけの項目です。この項目を加筆・訂正などしてくださる協力者を求めています（P:テレビ/PJ:放送または配信の番組）。 |